# TU9
TU9 German Universities of Technology e. V. – związek dziewięciu największych, najstarszych i najbardziej prestiżowych uniwersytetów technicznych w Niemczech.
Stowarzyszenie zostało założone w 2003 roku jako nieformalny związek pod przewodnictwem założyciela, Horsta Hipplera. Od stycznia 2006 roku działa jako zarejestrowane stowarzyszenie non-profit.

## Członkowie
Członkami TU9 są uczelnie powstałe na terenie Niemczech przed 1900 rokiem.
| Zdjęcie | Nazwa                                                | Land                        | Data powstania | Liczba studentów | "Exzellenz- universität" |
| ------- | ---------------------------------------------------- | --------------------------- | -------------- | ---------------- | ------------------------ |
|         | RWTH Aachen                                          | Nadrenia Północna-Westfalia | 1870           | 37 917           | T                        |
|         | Uniwersytet Techniczny w Berlinie                    | Berlin                      | 1770           | 31 962           | T                        |
|         | Uniwersytet Techniczny w Brunszwiku                  | Dolna Saksonia              | 1745           | 16 300           |                          |
|         | Uniwersytet Techniczny w Darmsztadcie                | Hesja                       | 1877           | 25 021           |                          |
|         | Uniwersytet Techniczny w Dreźnie                     | Saksonia                    | 1828           | 35 336           | T                        |
|         | Uniwersytet Gottfrieda Wilhelma Leibniza w Hanowerze | Dolna Saksonia              | 1831           | 23 083           |                          |
|         | Karlsruher Institut für Technologie                  | Badenia-Wirtembergia        | 1825           | 23 905           | T                        |
|         | Uniwersytet Techniczny w Monachium                   | Bawaria                     | 1868           | 32 000           | T                        |
|         | Uniwersytet w Stuttgarcie                            | Badenia-Wirtembergia        | 1829           | 24 642           |                          |

## Misja
Misją TU9 jest pośredniczenie między społeczeństwem, gospodarką i polityką. Ma na celu kształcenie inżynierów. Wspierają one zapewnianie jakości w edukacji technicznej. Na początku 2010 roku członkowie TU9 opowiedzieli się za wprowadzeniem ponownego dyplomu inżyniera dla swoich absolwentów, co powodowałoby wprowadzenie pięcioletnich studiów inżynierskich.

## Przewodniczący
- 2006–2009 – Horst Hippler
- 2010–2013 – Ernst Schmachtenberg[4]
- od 2014 – Hans Jürgen Prömel